# Ligne de Saint-Florent-sur-Cher à Issoudun
La ligne de Saint-Florent-sur-Cher à Issoudun est une ancienne ligne ferroviaire française. Ligne transversale elle était située dans les départements du Cher et de l'Indre.
Mise en service en 1893 par la  Compagnie du chemin de fer de Paris à Orléans (PO), elle est fermée au service des voyageurs en 1933 puis par étapes, de 1948 à 1972, à celui des marchandises.  Elle est partiellement déclassée et déposée.

## Histoire
La loi du 17 juillet 1879 (dite plan Freycinet), portant classement de 181 lignes de chemin de fer dans le réseau des chemins de fer d’intérêt général retient en no 93, une ligne « d'Issoudun à Bourges, par Saint-Florent ».
La ligne d'Issoudun à Saint-Florent, par ou près Charost est déclarée d'utilité publique par une loi le 20 avril 1882. La ligne est concédée à titre définitif par l'État à la Compagnie du chemin de fer de Paris à Orléans (PO), par une convention signée entre le ministre des Travaux publics et la compagnie, le 28 juin 1883. Cette convention est approuvée par une loi le 20 novembre suivant.
Elle est mise en service dans sa totalité, le 18 décembre 1893, par la Compagnie du chemin de fer de Paris à Orléans (PO).
Le service des voyageurs est fermé sur la totalité de la ligne le 1er décembre 1933, le service marchandises le 9 août 1949 de Saint-Florent à Civray (6 km), le 4 septembre 1959 de Civray à Chârost(5,7 km), le 3 avril 1972 de Chârost à Issoudun (11,8 km) .

## Caractéristiques

### Tracé
Longue de 23,495 kilomètres, elle débute en gare de Saint-Florent-sur-Cher en parallèle avec la ligne de Bourges à Miécaze et bifurque sur la droite au pk 0,550 pour prendre la direction de l'ouest et de Civray. La gare est située au pk pk 5,983 au nord-est du bourg, au lieu-dit l'Orme au Chat. Sur un axe ouest nord-ouest, la ligne rejoint Charost en passant au sud du bourg. La gare est au pk 11,685, sur l'avenue de la gare. Puis en suivant un axe sud-ouest, elle rejoint la bifurcation avec la ligne des Aubrais - Orléans à Montauban-Ville-Bourbon au pk 22,005 puis la gare d'Issoudun est au pk 23,495. 
Bien que la double voie soit déposée, la ligne est bien visible sur les vues aériennes.

### Gares
La ligne dispose de deux gares intermédiaires dont les bâtiments sont toujours présents.